# نورمان بورنس
نورمان بورنس هو لاعب هوكي الجليد كندي، ولد في 20 فبراير 1918، وتوفي في 23 فبراير 1995.

## وصلات خارجية
- نورمان بورنس على موقع دوري الهوكي الوطني (الإنجليزية)
- نورمان بورنس على موقع EliteProspects.com (الإنجليزية)
- نورمان بورنس على موقع HockeyDB.com (الإنجليزية)
- نورمان بورنس على موقع Hockey-Reference.com (الإنجليزية)